# Esquirol blanquinós
L'esquirol blanquinós (Callosciurus albescens) és una espècie de rosegador de la família dels esciúrids. És endèmic del nord de Sumatra (Indonèsia). Els seus hàbitats naturals són els boscos primaris situats a planes, medis fluvials i zones inundables, així com els boscos i matollars secundaris. Es desconeix si hi ha cap amenaça significativa per a la supervivència d'aquesta espècie.